# Navana Tower
La Torre Navana (en bengalí: নাভানা টাওয়ার) es un rascacielos situado en la ciudad de Daca, la capital del país asiático de Bangladés. Está localizada específicamente en Gulshan, uno de los distritos comerciales centrales de la metrópolis. Se eleva hasta una altura de 74 metros (o 243 pies) y tiene 23 pisos. La Torre Navana es el décimo rascacielos más alto en toda Daca. Tiene un uso mixto y 2 elevadores.